# Strange Lives
Strange Lives 是一隊香港獨立音樂搖滾樂隊。由 Elliott （主音,結他手）、Ethan T.（貝斯手）、Ethan Y.（鼓手）於2018年組成。

## 簡介
Strange Lives 的成立源於主唱 Elliott 的個人音樂創作項目。始於 2018 年 2 月，Elliott與另外兩位成員在音樂交流，之後一拍即合。 他們於同年8月完成寫作及錄音，並在10月推出第一隻迷你專輯 《Strange Lives EP》。
同年，他們獲邀出席不同音樂節，包括 《Lion Rocks Music Fest》及 《This Town Needs Noize 3》。
2019年2月，Strange Lives發佈單曲《Right Now》，同年5月推出Billie Eilish《bad guy》的翻唱。
Strange Lives於2020年7月發佈第二隻迷你專輯，題為《Today’s No Different》。

## 專輯
EP
- Strange Lives EP (2018)
- Today's No Different EP (2020)

單曲
- "Losing You Again" (2018)
- "A Dream Away" (2018)
- "Right Now" (2019)
- "Pretty Cool" (2020)
- "(Love Won't) Break My Fall" (2020)

## 成員
- Elliott Wan - 主音，結他手，合成器
- Ethan Tang - 貝斯手
- Ethan Yim - 鼓手

## 外部連結
- 官方網站（页面存档备份，存于）
- Official Facebook（页面存档备份，存于）
- Official Instagram
- Official YouTube（页面存档备份，存于）